# Silene olgae
Silene olgae är en nejlikväxtart som först beskrevs av Carl Maximowicz och som fick sitt nu gällande namn av Paul Rohrbach. 
Silene olgae ingår i släktet glimmar och familjen nejlikväxter. Inga underarter finns listade i Catalogue of Life.